# Pozantı
Pozantı là một huyện thuộc tỉnh Adana, Thổ Nhĩ Kỳ. Huyện có diện tích 793 km² và dân số thời điểm năm 2007 là 19896 người, mật độ 25 người/km².